# Gleichlaufstörung
Mit Gleichlaufstörung oder Gleichlaufschwankung (englisch wow and flutter) bezeichnet man die Geschwindigkeitsschwankungen bei Aufnahme und Wiedergabe von analogen Tonträgern wie Schallplatten, Tonbändern oder Kompaktkassetten, die durch eine Drehzahlschwankung des Antriebssystems ausgelöst werden. Gründe dafür sind z. B. Spannungsschwankungen bei der Stromversorgung, Verschleiß von Antriebsriemen oder Reibrädern sowie auf das Gerät einwirkende Beschleunigungskräfte durch Vibrationen.
Gleichlaufstörungen werden ab 0,2…0,3 % vom durchschnittlichen Gehör bemerkt und führen ab einer bestimmten Stärke zu hörbaren Tonhöhenschwankungen, die als „Leiern“, „Jaulen“ oder „Wimmern“ wahrgenommen werden. Die Hifi-Norm DIN 45500 erlaubt eine maximale Gleichlaufschwankung von 0,2 %. Moderne Geräte erreichen durch quarzgesteuerte Motoren Werte um 0,02 % bis 0,08 %.
Digitale Speichermedien sind unempfindlich gegen mechanische Gleichlaufstörungen. Jedoch gibt es einen vergleichbaren Effekt, der durch Unregelmäßigkeiten der Taktfrequenz (Abtastfrequenz) hervorgerufen wird. Dieser Fehler wird Jitter genannt. Zwei Bildstörungen dieser Art werden exemplarisch im Kompendium der Bildstörungen beim analogen Video (2013) vorgestellt, anhand eines Videos von Jean Otth René Berger – Video Portrait von 1975.